# Air Wick

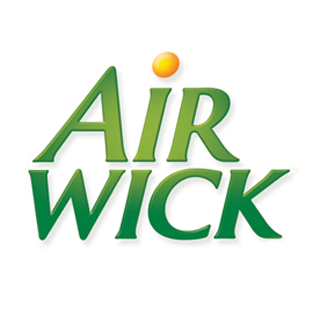

(Bom Ar) Air Wick é um purificador de ar produzido pela Reckitt Benckiser. Foi lançado pela primeira em 1943 nos Estados Unidos e agora é vendido em todo o mundo.
A marca Air Wick foi por um breve período propriedade da empresa farmacêutica suíça Ciba Ceigy (atualmente Novartis), antes de ser adquirida pela empresa britânica de produtos domésticos Reckitt Coleman (atualmente Reckitt Benckiser). 
Em outubro de 2007, a Reckitt Benckiser venceu uma sentença no Tribunal Superior com a Procter & Gamble sobre alegações de que o design da Air Wick Odour Stop era uma cópia exata da Febreze, spray aerossol da P & G.